# Alaba Jonathan
Alaba Jonathan (* 1. Juni 1992 in Calabar, Nigeria) ist eine nigerianische Fußballspielerin.

## Karriere

### Verein
Alaba begann ihre Karriere in der Jugend der Navy Angels. Nachdem sie bei den Navy Angels den Sprung in die Seniorenmannschaft nicht geschafft hatte, wechselte sie im Frühjahr 2010 zu den Pelican Stars. Dort steht die in Calabar geborene Torhüterin noch heute unter Vertrag.

### Nationalmannschaft
Alaba ist aktuelle A-Nationalspielerin Nigerias und lief mindestens einmal für das Team auf. Alaba vertrat ihr Heimatland, als dritte Torhüterin bei der Fußball-Weltmeisterschaft der Frauen 2011 beim Turnier in Deutschland. Zuvor nahm sie 2010 an der U-20 WM für die U-20 Nigerias teil.